# Misumenops pallidus
Misumenops pallidus är en spindelart som först beskrevs av Eugen von Keyserling 1880.  Misumenops pallidus ingår i släktet Misumenops och familjen krabbspindlar. Utöver nominatformen finns också underarten M. p. reichlini.